# La Grande Évasion (film, 1941)
Pour les articles homonymes, voir La Grande Évasion.
« High Sierra » redirige ici.  Pour le système d’exploitation portant ce nom, voir macOS High Sierra.
Pour plus de détails, voir Fiche technique et Distribution.
La Grande Évasion (titre original : High Sierra) est un film américain réalisé par Raoul Walsh, sorti en 1941.

## Synopsis
Le gangster Roy Earle, emprisonné pour braquage, fait l'objet d'une grâce. Il ne tarde pas à comprendre qu'on ne s'est débrouillé pour le faire libérer que pour lui faire organiser un « grand coup ». Devant retrouver d'autres acolytes, il prend la route et fait connaissance par hasard d'une famille dont la fille, Velma, a un pied bot mais dont il tombe amoureux. Il découvre ses complices, les trouve inexpérimentés, et leur demande de renvoyer Marie, la femme qui est avec eux, et qui a recueilli un chien. Marie, maltraitée par les deux voyous, demande protection à Earle qui finit par accepter, mais la repousse quand elle espère aller plus loin. Parallèlement Earle se débrouille pour financer l'opération qui réduira le pied bot de Velma. Cette opération réussit, mais après quelques visites, Velma lui apprend qu'elle en aime un autre. Earle est effondré et se rapproche de Marie. Une dernière tentative au domicile de Velma (pour la voir marcher) s'avère catastrophique : elle danse avec son fiancé et n'éprouve pour Earle que de la reconnaissance.
Le moment du « grand coup » approche. Une première voiture emmène Earle et Marie ainsi que le chien qu'ils se trouvent contraints de prendre, la seconde avec les deux acolytes. Le casse réussit mais il y a un mort. Le réceptionniste de l'hôtel, complice de l'opération, s'enfuit dans la seconde voiture. S'ensuit une course poursuite. La seconde voiture verse dans un ravin (on apprendra plus tard que seul le réceptionniste a survécu… et qu'il a parlé). Earle est reconnu pendant une halte, il met Marie (et le chien) dans un car pour Las Vegas, et il s'enfuit seul, bientôt pris en chasse par la police. Après une course poursuite, il est bloqué à un barrage et s'enfuit dans les hauteurs de la Sierra. Un long siège commence ; Marie, prévenue par la radio, rejoint la foule des badauds et des journalistes, tandis qu'un tireur d'élite s'apprête à escalader la montagne pour prendre Earle par surprise. Le chien sentant l'odeur d'Earle part pour le rejoindre, ses aboiements distraient ce dernier. Le tireur d'élite tire, c'est la fin.

## Fiche technique
- Titre original : High Sierra
- Titre français : La Grande Évasion
- Réalisateur : Raoul Walsh
- Scénario : John Huston et William Riley Burnett, d'après le roman High Sierra de William Riley Burnett
- Direction artistique : Ted Smith
- Costumes : Milo Anderson
- Photographie : Tony Gaudio
- Son : Dolph Thomas
- Musique : Adolph Deutsch
- Montage : Jack Killifer
- Production associée : Mark Hellinger
- Production exécutive : Hal B. Wallis
- Société de production : Warner Bros.
- Société de distribution : Warner Bros.
- Pays de production :  États-Unis
- Langue originale : anglais
- Format : noir et blanc — 35 mm — 1,37:1 — son Mono (RCA Sound System)
- Genre : Film noir, aventure, action et film de gangsters
- Durée : 100 minutes
- Dates de sortie : 
  - États-Unis :
    - 21 janvier 1941 (première)
    - 24 janvier 1941 (New York)
    - 25 janvier 1941 (sortie nationale)

  - France : 26 novembre 1947 (Paris)

## Distribution
- Ida Lupino : Marie Garson
- Humphrey Bogart : Roy « Mad Dog » Earle / Roy Collins
- Alan Curtis : « Babe » Kosak
- Arthur Kennedy : « Red » Hattery
- Joan Leslie : Velma
- Henry Hull : « Doc » Banton
- Henry Travers : « Pa », le père de Velma
- Minna Gombell : Mme Baughmam
- Barton MacLane : Jake Kranmer
- Elisabeth Risdon : « Ma », la mère de Velma
- Cornel Wilde : Louis Mendoza
- Donald MacBride : Big Mac
- Paul Harvey : Mr. Baughmam
- Isabel Jewell : « Blonde »
- Willie Best : Algernon
- Spencer Charters : Ed
- George Meeker : Pfiffer
- Robert Strange : Art
- John Eldredge : Lon Preiser
- Zero the Dog : « Pard », le chien

Acteurs non crédités
- Davison Clark : un shérif-adjoint
- Clancy Cooper : le policier George
- James Flavin : un policier
- Louis Jean Heydt : Bob

## Autour du film
- Ce film a inauguré au cinéma le thème du perdant (loser)[réf. souhaitée].
- George Raft refusa le rôle de Mad Dog, le gangster qui vieillit mal[1].
- Deux remakes en ont été faits :
  - 1949 : La Fille du désert (Colorado Territory), western du même Raoul Walsh
  - 1955 : La Peur au ventre (I Died a Thousand Times) de Stuart Heisler